# Jamais plus toujours
Pour plus de détails, voir Fiche technique et Distribution.
Jamais plus toujours est un film français de Yannick Bellon sorti le 10 mars 1976.

## Synopsis
Flux et reflux de la mémoire autour d'une vente aux enchères à l'Hôtel Drouot.

## Fiche technique
- Titre : Jamais plus toujours
- Réalisation et scénario : Yannick Bellon
- Production : Les Films de l'Equinoxe
- Photographie : Georges Barsky
- Musique : Georges Delerue

## Distribution
- Bulle Ogier :  Claire
- Loleh Bellon :  Agathe
- Jean-Marc Bory :  Mathieu
- Marianne Épin :  Sylvie
- Bernard Giraudeau :  Denis
- Roger Blin :  Daniel
- Anne-Marie Deschodt :  l'inconnue
- Robert Capia